# 森泰吉郎
森 泰吉郎（もり たいきちろう、1904年〈明治37年〉3月1日 - 1993年〈平成5年〉1月30日）は、日本の実業家、経営史学者。森ビルおよび森トラスト・ホールディングスの創業者。学者として横浜市立大学で商学部長・教授などを務めたが、学長選挙に出馬した結果学内抗争に巻き込まれ、地方公務員法の兼業禁止違反として退職した。

## 経歴
東京府東京市芝区南佐久間町（現・港区西新橋）に生まれる。実父磯次郎は、米屋·貸家業を営む森竹次郎·リウの養子だった。幼少期は病弱だったため、人情深い大家だった両親に大事に育てられたという。大倉高等商業学校（現東京経済大学）を経て、旧制東京商科大学（現一橋大学）に進んだ。賀川豊彦の『死線を越えて』やマクシム・ゴーリキーの『母』に感動し、一方で自分が不労所得を得る地主階級である事に懊悩したが、大学で上田貞次郎の「企業者は公共社会への貢献を使命としている」という所説に接してアイデンティティーの確立に大きな影響を受けたという。また、1923年の関東大震災で実家の所有物件がほとんど倒壊した際には焼け跡の整理を手伝いながら、災害に強いコンクリート造への建て替えを進言している。
1928年（昭和3年）に大学を卒業すると、関東学院高等部および大倉高等商業学校講師を経て、1932年（昭和7年）に京都高等蚕糸学校教授に就任した。第二次世界大戦が終わると、1946年（昭和21年）には新円切替にともなう預金封鎖の直前に引き出した資金をレーヨンに投資し、これが高騰して得られた売却益などで積極的に虎ノ門周辺の土地を買い進めた。その後、1946年に横浜市立経済専門学校教授に転じ、1949年に改組にともない横浜市立大学教授となる。1954年（昭和29年）からは同大の商学部長となった。
横浜市大では大学に通うのは週に2-3日程度で、残りの時間は土地の整理やビル建設に取り組み、1955年（昭和30年）に森不動産を、翌1956年には泰成（現・森トラスト・ホールディングス）を設立して第1森ビルが竣工した。また、これに合わせて同年頃から江戸英雄と坪井東に依頼して貸しビル業についての助言を受けている。
1957年（昭和32年）横浜市立大学の学長選挙に出馬するが、大学と会社経営を兼務していたことが地方公務員法の兼業禁止規定に違反しているなどと批判を受け、学長候補者推薦を辞退したうえ、結局1959年（昭和34年）に大学を辞職して不動産事業に専念し、森ビルを設立した。
江戸が危ぶむほどのペースで積極的に事業展開を進め、1970年頃には資本金7,500万円に対して借入金が58億円まで膨らんだ時期もあったが、高度経済成長や都市集中のトレンドをうまく捉えて小規模な家業を行なっていた会社を大企業に成長させる事に成功した。長期保有を前提として虎ノ門周辺に一極集中して土地を買い集め、街の魅力を高めるために積極的に地域全体のデザインに取り組んでいった。また再開発事業にあたっては地権者全員の同意を得ることを重視し、典型的な例として赤坂アークヒルズは完成までに20年の月日をかけている。1986年には森ビルの所有する賃貸ビルとその延床面積は73棟、約100万平方メートルに達し、不動産業界で3位の規模になった。
母校一橋大学から森ビルへの入社志望者が来なかったことから、10億円の寄付を行い関連講座を設立する意向であったが、国立大学であったため文部省等との調整が難航し、横浜市立大学時代の同僚だった宮澤健一学長の尽力にもかかわらず、1億円の寄付額にとどまり、講座新設は許されず、1983年（昭和58年）に森社会工学学術奨励金が設立され、結局LANの整備などに充てられた。1993年（平成5年）1月30日、心不全により死去し、生前の約定により、遺産の中から約30億円が慶應義塾大学に寄付された。バブル期直後までは資産総額が1兆円超とも言われていた森であったが、借金も約60億円に上り、課税対象となった実質的な遺産は約39億円にとどまった。

## 人物

### 資産
バブル経済期にはアメリカの経済誌フォーブスの世界長者番付に名を連ね、1991年（平成3年）および翌年の世界長者番付では、資産総額が約2兆7,000億円（1991年）で世界一とされた。一方、死後に公表された資産額は約117億円であり、これにはバブル崩壊による額面の目減りのほか、フォーブス誌が森ビルの資産を泰吉郎個人のものとしていたことが理由として挙げられる。
泰吉郎は森磯、泰成、森喜代、森泰の4社が持株会社として森ビルなどグループ各社の株式を保有する体制を早くから整え、4人の子供をこの4社の社長として資産が各人に均等に分けられるよう配慮していた。グループが発展すると更に森ビルも持株会社として資産保有をその子会社に移すなど体制を変化させ、これらの対応の結果として相続税が低減されたという。

### 経営手法
学者らしく、アメリカで提唱されたオペレーションズ・リサーチの手法を早くから取り入れ、案件ごとにプロジェクトチームを結成して縦割り組織の弊害を避けた。また地域の再開発では地権者など共同開発者も組織化することで意思決定の効率化を目指した。また、ビルの維持管理へのコンピュータシステムの導入を1970年代から進め、他社に先駆けてコストダウンを実現している。

### 思想・信仰
論語を座右の書とし、揮毫を依頼されるとそこから語句を選んでいたという。また、『郷党』の中から見出した「礼儀作法・秩序規律・役割意識」の三語を社員教育の徳目に掲げていた。青年時代に霊南坂教会で洗礼を受けたクリスチャンで、そのためもあって実業家として成功した後も常に質素な暮らしを心がけていた。

## 家族
長男は工学者の森敬で、その妻と娘は森洋子と森万里子。次男および三男はそれぞれ森ビルと森トラスト・ホールディングスの社長となった森稔、森章で、長女は経済学者の根岸隆と結婚した。森トラスト社長の伊達美和子は孫。また、大学で友人だった山田雄三は妹の夫にあたる。